# Kai Langerfeld
Kai Langerfeld, född 5 juli 1987, är en kanadensisk roddare.
Langerfeld tävlade för Kanada vid olympiska sommarspelen 2016 i Rio de Janeiro. Tillsammans med Will Crothers, Conlin McCabe och Tim Schrijver slutade han på 6:e plats i fyra utan styrman. Vid olympiska sommarspelen 2020 i Tokyo slutade Langerfeld och Conlin McCabe på fjärde plats i tvåa utan styrman.